# (2846) Ylppö
(2846) Ylppö es un asteroide que forma parte del cinturón exterior de asteroides y fue descubierto por Liisi Oterma el 12 de febrero de 1942 desde el Observatorio de Iso-Heikkilä, en Turku, Finlandia.

## Designación y nombre
Ylppö se designó al principio como 1942 CJ.
Posteriormente, en 1988, fue nombrado en honor del pediátra finlandés Arvo Ylppö (1887-1992).

## Características orbitales
Ylppö orbita a una distancia media de 3,224 ua del Sol, pudiendo alejarse hasta 3,453 ua y acercarse hasta 2,994 ua. Tiene una inclinación orbital de 11,43 grados y una excentricidad de 0,0712. Emplea 2114 días en completar una órbita alrededor del Sol.

## Características físicas
La magnitud absoluta de Ylppö es 11,3. Tiene un periodo de rotación de 12 horas y un diámetro de 28,15 km. Su albedo se estima en 0,117.